# Prudentius
Aurelius Prudentius Clemens (født 348 i det nordlige Spanien, død omtrent 410) var en kristen spansk digter.
Af livsstilling var han sagfører, senere juridisk embedsmand. Vi har af ham en del digte, bårne af stærk religiøs begejstring, hymner, dogmatiske digte og digte til martyrernes pris, desuden en Psychomachia, et digt, hvori dydernes og lasternes kamp om sjælen skildres. De er udgivne af blandt andre Heinsius (Amsterdam 1667), Obbarius (Tübingen 1845) og Dressel (Leipzig 1860).